# Астрономічний календар
«Астрономічний календар» — щорічне видання для широкого загалу читачів з довідниковою та науково-популярною інформацією з астрономії. Видається Головною астрономічною обсерваторією НАНУ та Українською астрономічною асоціацією.
Був заснований 1948 року під назвою «Короткий астрономічний календар», і до 1997 року під цією назвою було видано 42 випуски. Черговий 43-й випуск був істотно реформований й доповнений і вийшов під новою назвою «Астрономічний календар».
Довідкова частина календаря містить ефемериди Сонця, Місяця та планет, їхні умови видимості, затемнення, інформація про комети, метеорні потоки тощо. Також календар містить науково-популярні статті з астрономії та історії астрономії.